# George Rassas

Wappen von George James Rassas

George James Rassas (* 26. Mai 1942 in Baltimore, USA) ist ein römisch-katholischer Geistlicher und Weihbischof in Chicago.

## Leben
George Rassas empfing am 2. Mai 1968 durch den Erzbischof von Chicago, John Kardinal Cody, das Sakrament der Priesterweihe.
Am 1. Dezember 2005 ernannte ihn Papst Benedikt XVI. zum Titularbischof von Reperi und zum Weihbischof in Chicago. Der Erzbischof von Chicago, Francis Kardinal George OMI, spendete ihm am 2. Februar 2006 desselben Jahres die Bischofsweihe; Mitkonsekratoren waren der Erzbischof von Piura, José Antonio Eguren Anselmi SCV, und der Bischof von Tucson, Gerald Frederick Kicanas.